# Климент Зографски
Климент е български духовник от Българското възраждане, игумен на Зографския манастир.

## Биография
Роден е в Скопие. Замонашва се в Зографския манастир. Става учител в Кукуш през 50-те години на XIX век. Преподава в училището и служи в църквата на български език. Поддържа връзки с Димитър Миладинов. На 27 май 1859 година Димитър Миладинов препраща на архимандрит Антим Ризов, игумена на Зографския манастир, молба от първенците на Кукуш да бъде въведен в архимандритски чин.